# Polska bibliografia narodowa
Polska bibliografia narodowa – bieżąca i retrospektywna bibliografia narodowa druków pochodzących z Polski i z nią związanych (polonika). Metodycznie prowadzona od 2. połowy XIX wieku, była pierwotnie publikowana w formie papierowej, współcześnie jest dostępna online w postaci bazy danych w katalogu warszawskiej Biblioteki Narodowej, jej opracowywaniem zajmuje się Instytut Bibliograficzny.

## Historia

### Początki
Pierwszy rękopiśmienny wykaz pisarzy polskich z elementami bibliografii to praca Stanisława Reszki pt. Scriptores Polonici z 1594 roku. Pierwsza drukowana polska próba bibliograficznej rejestracji to Reges, sancti, bellatorem, scriptores Poloni z 1601 autorstwa Krzysztofa Warszewickiego. Pierwsza polska praca o biobibliograficznym charakterze to Scriptorum Polonicorum Hekatonatas Centum illustrium Poloniae scriptorum elegia vitae (pol. Słownik pisarzów polskich albo Pochwały i żywoty stu najznakomitszych pisarzów polskich) z 1625 roku autorstwa Szymona Starowolskiego, który jednak nie zastosował w niej ścisłej metody bibliograficznej, przez co bliżej temu dziełu do pracy z historii literatury. Jedną z ważniejszych prac bibliograficznych XVIII wieku było dzieło Samuela Hoppiusa pt. De sctiptoribus historiae Poloniae et Prussiae virtutibus et vitiis, catalogus et iudicium wydana w 1707 roku. Kolekcja biografii z pokaźnymi adnotacjami bibliograficznymi została opracowana przez Dawida Brauna pt. De scriptorum Poloniae et Prussiae historicum, politicorum et ictorum, typis impressorum, virtutibus et vitiis catalogus et judicium, wydana w 1723 roku.
Pierwsze czasopismo informacyjno-bibliograficzne na ziemiach polskich wydawał Gotfryd Lengnich w latach 1718–1719 pt. „Polnische Bibliotheck” [!], ukazało się 10 zeszytów, jako fikcyjne miejsce wydania podano Tannenberg.
Józef Załuski w swojej broszurze Programma literarium z 1732 roku zaproponował powstanie polskiej bibliografii bieżącej i retrospektywnej, która miałaby się ukazywać w czasopismach. Miała być oparta na dobrowolnie nadsyłanych do autora drukach, co nie doczekało się realizacji. Apelował w broszurze także o nadsyłanie informacji o polskich publikacjach z XVII wieku. Do broszury autor dołączył cztery spisy bibliograficzne obejmujące m.in. polonika. Najobszerniejsza zachowana bibliografia autorstwa Józefa Załuskiego to Bibliotheca poetarum Polonorum, qui patrio sermone scripterunt z 1752 roku, która powstała w większości z autopsji na podstawie zbiorów Biblioteki Załuskich. Pierwsza polska bibliografia narodowa to dzieło Józefa Załuskiego, nad którym pracował kilkanaście lat do końca życia pt. Bibliotheca polona magna universalis, prawdopodobnie liczyło ono 10 tomów. Rejestrowało tylko polonika i druki dotyczące Polski. Pozostała w rękopisie i spłonęła po upadku powstania warszawskiego w 1944 roku.
Kolejną istotną inicjatywą bibliograficzną była praca Jana Daniela Janockiego pt. Janociana sive clarorum atque illustrium Poloniae auctorim aercenatumque miscellae, wydana w latach 1776–1819, która rejestrowała 460 polskich pisarzy z XV–XVII wieku.
Praca Feliksa Jana Bentkowskiego pt. Historia literatury polskiej wystawiona w spisie dzieł drukiem ogłoszonych z 1814 była bibliografią adnotowaną, która wywarła duży wpływ na rozwój polskiej bibliografii jako „pierwsza systematyczna bibliografia piśmiennictwa polskego”; w 1812 roku wydał on także dzieło pt. O naydawniejszych książkach drukowanych w Polszce, a w szczególności o tych, które Jan Haller w Krakowie wydawał…
Adam Benedykt Jocher pragnął zebrać całość polskiego piśmiennictwa krajowego i światowego w postaci retrospektywnej bibliografii narodowej, planował wydać 14 tomów, z czego wydano jedynie 3 początkowe woluminy w latach 1840–1857 pt. Obraz bibliograficzno-historyczny literatury i nauk w Polsce od wprowadzenia w niej druku po rok 1830 włącznie.
Wraz ze wzrostem produkcji wydawniczej w XIX wieku oficyny, księgarnie lub wypożyczalnie publikowały katalogi księgarskie i rejestry książek. Ignacy Klukowski i Walenty Rafalski wydali Bibliografię Krajową w 1856 roku, Mieczysław Antoni Leitgeber wydawał „Przegląd Bibliograficzny Piśmiennictwa Polskiego” w Poznaniu w latach 1867–1874. Największe znaczenie miał „Przewodnik Bibliograficzny. Miesięcznik dla wydawców, księgarzy, jako też czytających i kupujących książki”, założony przez Władysława Ignacego Wisłockiego w 1878 roku, wydawany w Krakowie do 1914 roku. Dopełnieniem tego czasopisma był warszawski periodyk „Książka. Miesięcznik poświęcony krytyce i bibliografii polskiej”, który ukazywał się od 1901 do 1914 roku. „Bibliografia Polska” wydawana w latach 1914–1919 przez Jana Czubka stanowiła kontynuację „Przewodnika Bibliograficznego”. Od 1869 roku rozpoczęto wydawanie Bibliografii Polskiej Karola Estreichera.
„Przegląd Biblioteczny” w 1908 roku opublikował odezwę postulującą utworzenie Polskiego Instytutu Bibliograficznego, który mógłby zająć się planową pracą bibliograficzną.

### Okres międzywojenny
Pierwszą próbą bibliografii narodowej był „Biuletyn Bibliograficzny”, który opracowywał Zygmunt Mocarski w Wydziale Prasowym Ministerstwa Spraw Zagranicznych, wychodził od lipca 1919 do końca 1920 roku.
II seria „Przewodnika Bibliograficznego” została zainicjowana w 1922 roku, redagował ją Władysław Tadeusz Wisłocki. W 1927 roku wprowadzono w Polsce prawo o egzemplarzu obowiązkowym. Dekret o tymże uchylono jednak w marcu 1930 roku, odpowiednia ustawa ukazała się w 1932 roku, a rozporządzenie wykonawcze w 1934 roku, co wpłynęło niekorzystnie na kompletność bibliografii bieżącej.
Instytut Bibliograficzny został powołany do inicjowania i prowadzenia prac bibliograficznych rozporządzeniem Prezydenta z 24 lutego 1928 roku o Bibliotece Narodowej. W okresie międzywojennym, w latach 1928–1939 był wydawany „Urzędowy Wykaz Druków Wydanych w Rzeczypospolitej Polskiej i Druków Polskich lub Polski Dotyczących Wydanych za Granicą” w układzie alfabetycznym. Osobno wydawano „Urzędowy Wykaz Czasopism Wydawanych w Rzeczypospolitej Polskiej”, a od 1931 roku także „Urzędowy Wykaz Czasopism Nowych, Wznowionych i Zawieszonych, Wydawanych w Rzeczypospolitej Polskiej”.
Do 1939 roku powstały także m.in.: Bibliografia historii polskiej Ludwika Finkla, Bibliografia prawnicza polska XIX i XX w. Adolfa Suligowskiego, Bibliografia bibliografii polskiej Wiktora Hahna czy Literatura polska Gabriela Korbuta.
Jan Muszkowski w Towarzystwie Naukowym Warszawskim tworzył w okresie międzywojennym retrospektywną bibliografię polską XX wieku za lata 1901–1925, jego 120 000 kart do planowanej publikacji spłonęło w czasie powstania warszawskiego.

### Po II wojnie światowej
Od 1 stycznia 1949 roku redakcja „Przewodnika Bibliograficznego” zaprzestała ogłaszania poloników zagranicznych ze względu na niekompletność materiału. Prace nad Bibliografią Polską kontynuował syn Karola, Stanisław Estreicher oraz jego wnuk Karol Estreicher. Kazimierz Piekarski zajął się bibliografią polską XVI wieku.
Od 1950 roku poza bieżącą bibliografią narodową wychodziła bibliografia księgarska w postaci trzech wydawnictw – były to prospektywne „Zapowiedzi Wydawnicze” (od 1952 roku), bieżący „Kartkowy Katalog Nowości” (od 1950 roku) oraz scalający rocznik „Katalog Składowy” (od 1951 roku), ich opracowaniem zajmowała się Składnica Księgarska. Biuro Wydawnicze „Ruch” wydawało na podstawie ankiet niekompletny „Katalog Prasy Polskiej” w latach 1957–1964. Obliczony na czytelników zagranicznych był dwuczłonowy serwis bibliograficzny, który wydawał Ośrodek Rozpowszechniania Wydawnictw Naukowych PAN i Ośrodek Dokumentacji in Informacji Naukowej PAN; składał się z „Quarterly Review of Scientific Publications” oraz „Polish Scientific Periodicals. Current Contents”.
W latach 60. XX wieku polska bibliografia narodowa składała się z 4 elementów: „Przewodnika Bibliograficznego” (kontynuacja międzywojennego „Urzędowego Wykazu Druków”) w układzie rzeczowym, „Bibliografii Zawartości Czasopism”, „Bibliografii Czasopism i Wydawnictw Zbiorowych” oraz „Polonica Zagraniczne. Bibliografia” (rozpoczęta w 1956 roku). Jako rozszerzenie bibliografii narodowej traktowano wówczas „Katalog Rozpraw Doktorskich i Habilitacyjnych”, który był wydawany jako rocznik. W 1961 roku wydano Rozporządzenie Ministra Kultury i Sztuki o tzw. egzemplarzach gratisowych dla bibliotek, w świetle którego Biblioteka Narodowa powinna otrzymywać po dwa egzemplarze każdego tytułu płyty gramofonowej, która ukaże się na polskim rynku, co jednak nie oznaczało ich rejestracji w postaci dyskografii czy bibliografii. 
Od 1 lipca 1961 roku Biblioteka Narodowa otrzymywała egzemplarz obowiązkowy płyt z tekstem mówionym lub z muzyką, które także podlegały rejestracji w bibliografii narodowej (postulowano powstanie Dyskografii Polskiej jako dodatku do „Przewodnika Bibliograficznego”).
Od 1986 roku podstawą układu „Przewodnika Bibliograficznego” stała się uniwersalna klasyfikacja dziesiętna.
We wrześniu 2004 roku rozpoczęto opracowywanie Bibliografii Dokumentów Kartograficznych, natomiast w 2008 zainicjowano Bibliografię Dokumentów Dźwiękowych.